# 馮鍾岱
馮鍾岱（?—?），江蘇武進人，清朝政治人物、進士出身。
光緒三年，登進士；光绪三年五月，分部學習。光緒二十年，任山西平陽府知府。